# Álvaro López-García
| 11538 Brunico | 22 luglio 1992 |

Álvaro López-García (1941 – Valencia, 16 dicembre 2019) è stato un astronomo spagnolo.
Il Minor Planet Center gli accredita la scoperta di dodici asteroidi effettuate tutte nel 1992 in collaborazione con Henri Debehogne.
Non va confuso con Ángel López Jiménez, autore di tre e coautore con Rafael Pacheco Hernandez di cinquantacinque scoperte di asteroidi, con il quale condivide la forma abbreviata di citazione A. Lopez.
Gli è stato dedicato l'asteroide 4657 Lopez.